# Chandigar
Chandigar (em hindi: Chandigarh) é a capital dos estados do Panjabe e de Harianá, na Índia. Localiza-se no noroeste do país, no território do mesmo nome, entre os dois Estados. Tem cerca de 1.003.301 habitantes. É uma das primeiras cidades planejadas na Índia pós-independência e é internacionalmente conhecida por sua arquitetura e design urbano. Foi fundada em 1947 após a divisão da Índia para servir de capital à parte indiana do Panjabe. A antiga capital do estado, Laore, ficou em território paquistanês. Em 1966, o Panjabe foi dividido, ficando Chandigar a capital de dois estados: o novo estado de Harianá e o Panjabe. A cidade foi projetada por arquitetos como Le Corbusier, Pierre Jeanneret, Matthew Nowicki e Albert Mayer.
A cidade está dividida em vários setores, variando de 1 a 60. Cada um destes setores funciona como uma cidade independente com os seus próprios mercados, templos e escolas, tudo localizado a uma distância de menos de 10 minutos a pé de cada extremidade. Cada setor tem aproximadamente 1,5 km por 1,5 km. O setor 17 é considerado como o centro da cidade.
Chandigar tem uma taxa de alfabetização efetiva de 86,77% (com base na população de 7 anos ou mais), superior à média nacional. A alfabetização no sexo masculino é de 90,81% e no sexo feminino é de 81,88%. Na cidade existem inúmeras escolas e instituições de grande reputação. É também o lar de várias faculdades.
A população da cidade é de aproximadamente um milhão. Destes, 78,6% pratica o hinduísmo, 16,1% o siquismo e 4% são muçulmanos.

## Etimologia
O nome Chandigar é um composto de Chandi e Garh. Chandi refere-se à deusa hindu Chandi e Garh significa fortaleza. O nome é derivado de Chandi Mandir, um antigo templo dedicado à deusa hindu Chandi, perto da cidade no distrito de Panchkula.
O motivo ou apelido de "A Cidade da Beleza" foi derivado do City Beautiful Movement, que era uma filosofia popular no planejamento urbano norte-americano durante as décadas de 1890 e 1900. O arquiteto Albert Meyer, o planejador inicial de Chandigar, lamentou a rejeição americana dos conceitos de City Beautiful e declarou: "Queremos criar uma cidade bonita...". A frase foi usada como logotipo em publicações oficiais na década de 1970 e é agora como a cidade se descreve.

## História

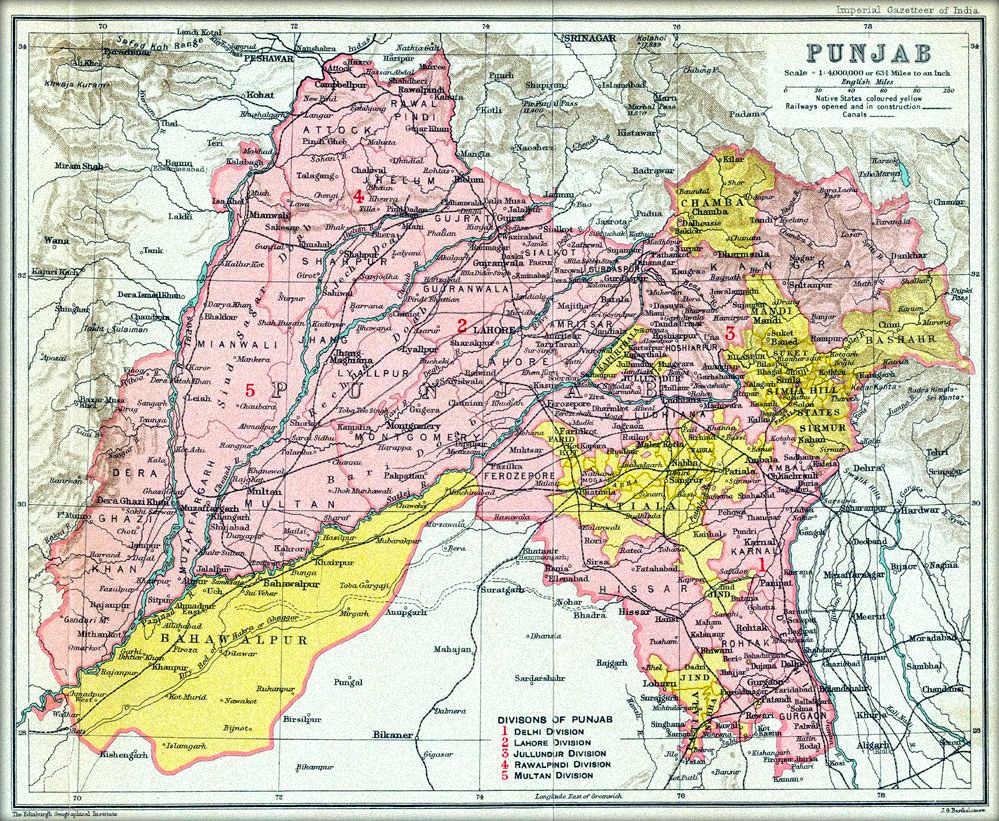
Um mapa da província de Panjabe na Índia colonial (1909). Durante a Partição da Índia ao longo da Linha Radcliffe, a capital da província de Panjabe, Laore, caiu no Panjabe Ocidental, no Paquistão. A necessidade de ter uma nova capital para o Panjabe Oriental, na Índia, levou ao desenvolvimento de Chandigar.

Como parte da divisão da Índia em 1947, a antiga província indiana de Panjabe foi dividida em duas partes, a maior parte hindu e sikh do Panjabe Oriental na Índia, e a maior parte muçulmana do Panjabe Ocidental no Paquistão. A capital do Panjabe indiviso, Laore, tornou-se parte do Paquistão após a partição. Em vez de mudar a capital para uma cidade já existente e estabelecida, Jawaharlal Nehru, o primeiro primeiro-ministro da Índia, imaginou uma cidade totalmente nova e moderna a ser construída para servir como capital do Panjabe. Partap Singh Kairon, então ministro-chefe do Panjabe Oriental, e Edward Nirmal Mangat Rai, então secretário-chefe do Panjabe Oriental, foram fundamentais na criação de Chandigar como a capital do estado. Em 1949, o planejador e arquiteto americano Albert Meyer foi contratado para projetar uma nova cidade a ser chamada de "Chandigar". O governo separou Chandigar de cerca de cinquenta aldeias de língua Puadhi no então estado de Panjabe Oriental, na Índia. Ximelá foi a capital temporária do estado até a conclusão de Chandigar.
Albert Meyer desenvolveu uma cidade baseada em quarteirões intercalada com espaços verdes, com ênfase em bairros celulares e segregação de tráfego. A planta do local aproveitou as características naturais do terreno; o declive suave do terreno promoveu uma drenagem adequada. Mayer interrompeu seu trabalho na cidade depois que seu sócio arquiteto Matthew Nowicki morreu em um acidente de avião em 1950. Funcionários do governo recrutaram Le Corbusier para suceder Meyer e Nowicki, que utilizaram muitos elementos do plano original de Meyer sem atribuí-los a ele. Le Corbusier projetou muitos edifícios administrativos, incluindo o Tribunal Superior, o Palácio da Assembleia e o Edifício do Secretariado. Le Corbusier também desenhou o traçado geral da cidade, dividindo-a em setores. Chandigar abriga a maior das muitas esculturas de Mão Aberta de Le Corbusier, com 26 metros de altura. A La Main Ouverte é um tema recorrente na arquitetura de Le Corbusier, um sinal para ele de "paz e reconciliação. Está aberto para dar e aberto para receber". Representa o que Le Corbusier chamou de “Segunda Era da Máquina”. Dois dos seis monumentos planejados no Complexo do Capitólio, que abriga o Tribunal Superior, a Assembleia e o Secretariado, permanecem incompletos. Estes incluem Geometric Hill e Memorial dos Mártires. Os desenhos foram feitos e iniciados em 1956, mas nunca foram concluídos.
A capital foi oficialmente transferida de Ximalá para Chandigar em 21 de setembro de 1953, embora Chandigar tenha sido formalmente inaugurada pelo primeiro presidente da Índia, Rajendra Prasad, em 7 de outubro de 1953.

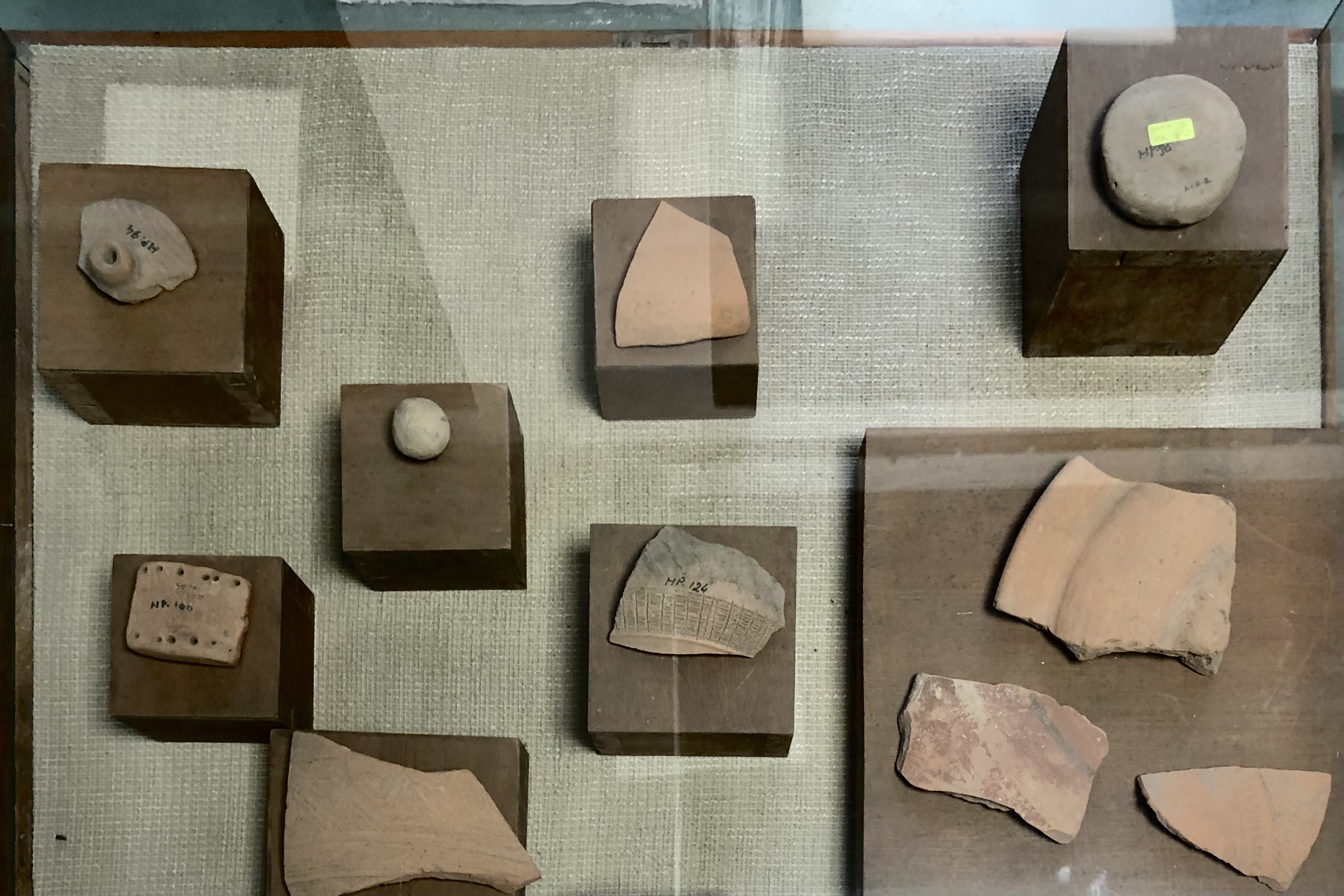
Artefatos do vale do Indo escavados no Setor 17.

Durante escavações na época da construção da cidade, foram descobertos alguns artefatos do Vale do Indo, sugerindo que a área que hoje é Chandigar foi o lar de alguns assentamentos da civilização do Vale do Indo. Em 1° de novembro de 1966, após um longo movimento exigindo a formação de um estado panjabe, o antigo estado de Panjabe foi dividido em dois. A porção oeste e norte de língua predominantemente panjabi tornou-se o atual estado de Panjabe, enquanto as áreas de língua Hindi e hariani do leste e do sul tornaram-se Harianá. Chandigar acabou ficando na fronteira dos dois estados, e ambos passaram a incorporar a cidade aos seus respectivos territórios. No entanto, a cidade de Chandigarh era controlada diretamente pelo governo central e serviria como capital partilhada dos dois estados até que uma resolução pudesse ser alcançada.

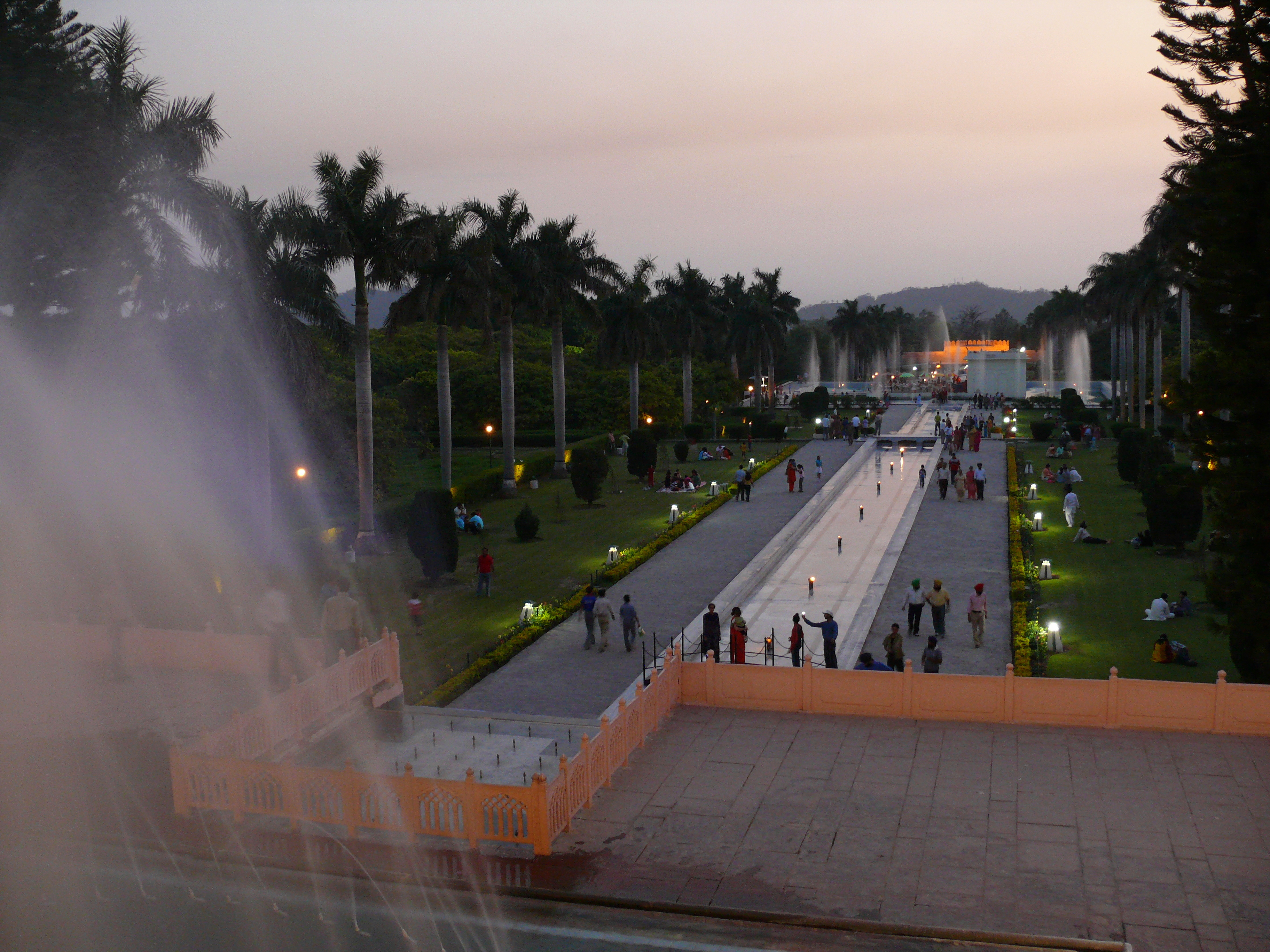
Pinjore, jardins mogóis do século 17 localizados perto de Chandigar.

A atual Chandigar também foi o local de um principado de curta duração no final do século XVIII, com um pequeno forte em Mani Majra. A partir de 2016, muitas aldeias anteriores à cidade ainda são habitadas nos quarteirões modernos de alguns setores, incluindo Burail e Attawa, enquanto várias outras aldeias ficam nas margens da cidade.